# NGC 5176
NGC 5176 is een elliptisch sterrenstelsel in het sterrenbeeld Maagd. Het hemelobject werd op 29 juni 1883 ontdekt.

## Synoniemen
- MCG 2-34-21
- ZWG 72.90
- NPM1G +12.0359
- PGC 47338